# 11667 Testa
11667 Testa (1997 UB1) là một tiểu hành tinh vành đai chính được phát hiện ngày 19 tháng 10 năm 1997 bởi L. Tesi và A. Boattini ở San Marcello Pistoiese.